# Carl Heinrich Ludwig Lodtmann
Carl Heinrich Ludwig Lodtmann (* 3. Januar 1756 in Osnabrück; † 8. August 1805 in Osnabrück) war ein Jurist, Historiker und Archivar in Osnabrück.

## Familie
Lodtmann stammte aus einer weit verzweigten Osnabrücker Juristenfamilie. Er war ein Sohn des Osnabrücker Stadtrichters Justus Rudolf Christian Lodtmann und seiner Ehefrau Regina Dorothea Margarethe von Lengerken. Sein Bruder war der Jurist und Historiker Justus Friedrich August Lodtmann (1743–1808). Ein anderer Bruder war Franz Gerhard Wilhelm (1745–1827), Jurist und Historiker, der bekannt ist für seine „Genealogischen Tabellen Osnabrücker Familien“.

## Leben
Er studierte Jura an den Universitäten Göttingen und Leipzig, wo er 1783 zum Dr. jur. promoviert wurde. 1781 wurde er als Advokat in Osnabrück rezipiert, später wurde er Adcocatus fisci bei der Osnabrückischen Regierung. Von Oktober 1796 bis mindestens 1803 war Lodtmann Archivar der Justizkanzlei in Osnabrück. Er wurde 1799 als Registrator genannt mit dem Charakter eines Kanzleisekretärs.  Neben kleineren Schriften gab Lodtmann 1793 die Werke Ernst Struckmanns heraus unter dem Titel „Manuscript für Freunde“.

## Schriften (Auswahl)
- De alternative mensium papali imperanti A. C. addicto circa canonicatus evangelios competente. Dessaviae et Lipsiae 1784. (= Dissertation Leipzig 1783)
- Vom Kriegswesen im Hochstift Osnabrück. Osnabrück 1784.
- Einige Bemerkungen über die unter dem Gericht zu Quackenbrück und Burgmännern und Rath daselbst verwaltenden Jurisdiktionsirrungen. Ritter 1793
- Provinzialcharakterzüge, oder Miscellanien zur Sittengeschichte kleiner Städte in Deutschland. Tl. 1. Dessau 1784. In: GAS 1784, Bd. 2, 131. St., S. 1320.